# 리퍼 (드라마)
리퍼(Reaper)는 2007년 9월 25일부터 2009년 5월 26일까지 The CW에서 방영된 텔레비전 드라마이다.